# Madiea Ghafoor
Madiea Ghafoor (ur. 9 września 1992 w Amsterdamie) – holenderska lekkoatletka specjalizująca się w biegach sprinterskich.
Podczas mistrzostw Europy juniorów w Tallinnie (2011) zajęła czwarte miejsce w biegu na 400 metrów jednak wskutek dyskwalifikacji trzeciej na mecie Rumunki Adeliny Pastor to Holenderce przypadł brązowy medal. Na tych samych zawodach holenderska sztafeta 4 x 400 metrów z Ghafoor w składzie zajęła czwartą lokatę. Półfinalistka halowych mistrzostw Europy w biegu na 400 metrów z 2013. Złota medalistka mistrzostw Holandii oraz reprezentantka kraju w drużynowych mistrzostwach Europy.
Rekordy życiowe w biegu na 400 metrów: stadion – 51,12 (18 lipca 2018, Bellinzona); hala – 52,21 (18 lutego 2018, Apeldoorn).
18 czerwca 2019 została zatrzymana przez policję, a następnie aresztowana pod zarzutem przemytu narkotyków, po tym jak podczas kontroli drogowej w niemieckiej miejscowości Elten funkcjonariusze znaleźli w jej samochodzie 50 kg metamfetaminy i ecstasy o łącznej wartości rynkowej ok. 2 milionów euro.